# Shoku Nihon Kōki
El Shoku Nihon Kōki (続日本後紀) es un texto oficial de la historia de Japón. Completado en el 869, es el cuarto volumen en las Seis Historias Nacionales. Cubre los años 833-850.

## Antecedentes
Siguiendo la historia nacional anterior del Nihon Kōki (840), en 855, el Emperador Saga ordenó la compilación de los años desde entonces. Editado principalmente por Fujiwara no Yoshifusa y Haruzumi no Yoshitsuna, el texto se completó en el 869.

## Contenido
Escrito en estilo Kanbun y contenido en 20 volúmenes, los contenidos cubrieron 18 años que abarcan desde el 833 hasta el 850. A diferencia de las historias nacionales anteriores, es el primero en cubrir un solo reinado, el del Emperador Ninmyō que establece el modelo para las historias nacionales futuras.